# Иштван Балог (фудбалер)
Иштван Балог (мађ. Balogh István; Будимпешта, 21. септембар 1912 — Будимпешта, 27. октобар 1992) је био мађарски фудбалер који је играо за ФК Ујпешт, као и за репрезентацију Мађарске на Светском првенству 1938.

## Каријера

### Клуб
Године 1927. почео је да игра фудбал у ШК Пештујхељи. Као сениор и прволигашки играч дебитовао је у тиму Ујпешта 1933. године, где је играо током целе каријере и наступио на 231 лигашкој утакмици као леви бек. Био је 4 пута шампион, 4 пута вицешампион и 2 пута био на трећем месту шампионата Мађарске са љубичасто-белима. Активан фудбал прекинуо је да игра 1946. године.

### Репрезентација
Иако је Мађарска стигла до финала турнира, Балог је наступио само у њиховој првој утакмици где су победивли Холандску Источну Индију резултатом 6 : 0.

### Тренер
У сезонама 1948/49. и 1958/59, био је главни тренер ФК Ујпешта и водио је тим у 62 првенствене утакмице. У једном прериоду је био и тренер будимпештанског Вашаш Иззоа

### Као играч
- Светско првенство у фудбалу
  - Освајач сребрне медаље: 1938, Француска
- Мађарско првенство:
  - шампион: 1934/35 , 1938/39, пролеће 1945, 1945/46.
  - 2.: 1935/36, 1937/38, 1940/41, 1941/42
  - 3.: 1936/37, 1939/40
- Средњоевропски куп (КК)
  - победник: 1939
- Вечити шампион (Кућа славних) Ујпест Дозса: 1975.